# 拳

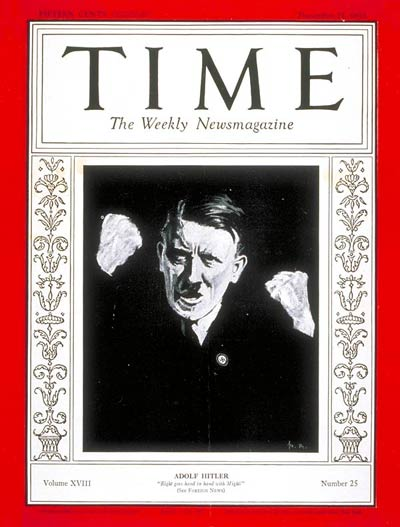
1931年12月《時代雜誌》封面：於演說中雙手握拳的希特勒。

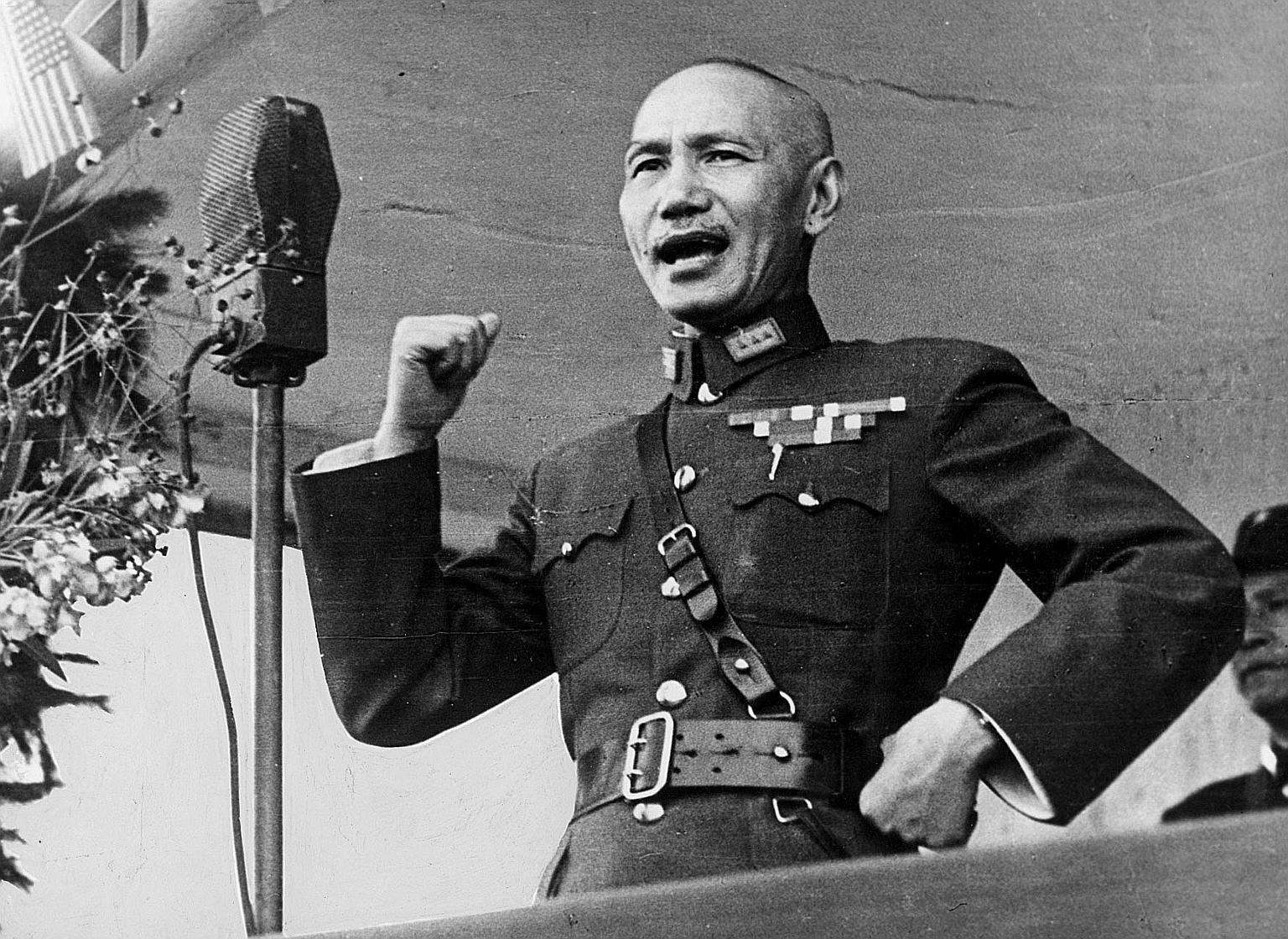
1937年中國抗日戰爭迫在眉睫，蔣中正發表廬山聲明時緊握拳頭。

拳頭又稱拳，是指人類的手指彎曲、緊握時的狀態。
拳是最原始的武器，也是鬥爭的象徵，在大多數的武術、格鬥技之中都有拳技。

### 武術
- 拳法
- 拳擊運動

### 文化
- 剪刀、石頭、布遊戲中表示石頭
- 拳頭 (小說)，古龍所著的武俠小說
- Riot Games，通稱拳頭公司，美國電子遊戲開發商